# 第42回トロント国際映画祭
第42回トロント国際映画祭は、2017年9月7日から9月17日にかけてカナダのオンタリオ州トロントで開催された。全14部門で、ヴァンガード部門とシティ・トゥ・シティ部門は昨年で廃止された。作品数は昨年から20%減少した。オープニング作品は『ボルグ/マッケンロー 氷の男と炎の男』。
全上映作品は長編映画が255本、短編映画が84本。長編映画のうち147本が初演となる。カナダ映画（共同製作も含む）は、長編映画が28本、短編映画が29本。

## 受賞
賞は9月17日に発表された。
| 賞                                               | 作品                                                                                         | 監督                                   |
| ------------------------------------------------ | -------------------------------------------------------------------------------------------- | -------------------------------------- |
| 観客賞 - 受賞                                    | スリー・ビルボード                                                                           | マーティン・マクドナー                 |
| 観客賞 - 次点1位                                 | アイ,トーニャ 史上最大のスキャンダル                                                         | クレイグ・ギレスピー                   |
| 観客賞 - 次点2位                                 | 君の名前で僕を呼んで                                                                         | ルカ・グァダニーノ                     |
| 観客賞（ドキュメンタリー部門） - 受賞            | 顔たち、ところどころ                                                                         | アニエス・ヴァルダ、JR                 |
| 観客賞（ドキュメンタリー部門） - 次点1位         | Long Time Running                                                                            | Jennifer Baichwal、Nicholas de Pencier |
| 観客賞（ドキュメンタリー部門） - 次点2位         | Super Size Me 2: Holy Chicken!                                                               | モーガン・スパーロック                 |
| 観客賞（ミッドナイト・マッドネス部門） - 受賞    | Bodied                                                                                       | Joseph Kahn                            |
| 観客賞（ミッドナイト・マッドネス部門） - 次点1位 | ディザスター・アーティスト                                                                   | ジェームズ・フランコ                   |
| 観客賞（ミッドナイト・マッドネス部門） - 次点2位 | Brawl in Cell Block 99                                                                       | S. Craig Zahler                        |
| プラットフォーム賞                               | スウィート・カントリー                                                                       | ウォーリック・ソーントン               |
| プラットフォーム賞 - 佳作                        | Dark River                                                                                   | Clio Barnard                           |
| カナダ長編映画賞                                 | Ravenous (Les Affamés)                                                                       | Robin Aubert                           |
| カナダ長編映画賞 - 佳作                          | The Little Girl Who Was Too Fond of Matches (La petite fille qui aimait trop les allumettes) | Simon Lavoie                           |
| カナダ短編映画賞                                 | Pre-Drink                                                                                    | Marc-Antoine Lemire                    |
| カナダ短編映画賞 - 佳作                          | The Tesla World Light                                                                        | Matthew Rankin                         |
| カナダ第一回長編映画賞                           | Luk'Luk'I                                                                                    | Wayne Wapeemukwa                       |
| カナダ第一回長編映画賞 - 佳作                    | Ava                                                                                          | Sadaf Foroughi                         |
| FIPRESCI賞（ディスカバリー部門）                 | Ava                                                                                          | Sadaf Foroughi                         |
| FIPRESCI賞（スペシャル・プレゼンテーション部門） | The Motive                                                                                   | Manuel Martín Cuenca                   |
| 国際短編映画賞                                   | The Burden                                                                                   | Niki Lindroth von Bahr                 |
| 国際短編映画賞 - 佳作                            | A Gentle Night                                                                               | Qiu Yang                               |
| ネットパック賞 / 国際アジア映画賞                | 大仏+                                                                                        | ホアン・シンヤオ                       |

## 審査員

### プラットフォーム賞審査員
- チェン・カイコー
- Małgorzata Szumowska
- ヴィム・ヴェンダース[7]

### カナダ長編映画賞審査員
- Ella Cooper
- Mark Adams
- Min Sook Lee[7]

### 短編映画賞審査員
- クロエ・ジャオ
- Johnny Ma
- Marit van den Elshout[7]

## 上映作品
以下の映画が選出されている:

### ガラ・プレゼンテーション
- 『権利への階段』 - ビレ・アウグスト
- 『ボルグ/マッケンロー 氷の男と炎の男』 - ヤヌス・メッツ（英語版）
- 『ブレス しあわせの呼吸』 - アンディ・サーキス
- 『セラヴィ!』 - Olivier Nakache & Éric Toledano
- 『チャパキディック』 - ジョン・カラン
- 『ウィンストン・チャーチル/ヒトラーから世界を救った男』 - ジョー・ライト
- 『リヴァプール、最後の恋』 - ポール・マクギガン
- 『Hochelaga, Land of Souls』 - フランソワ・ジラール
- 『マイ・サンシャイン』 - デニズ・ガムゼ・エルギュヴェン
- 『ロング, ロングバケーション』 - パオロ・ヴィルズィ
- 『Long Time Running』 - Jennifer Baichwal、Nicholas de Pencier
- 『メアリーの総て』 - ハイファ・アル＝マンスール
- 『ザ・マウンテン 決死のサバイバル21日間』 - ハニ・アブ・アサド
- 『マッドバウンド 哀しき友情』 - ディー・リース（英語版）
- 『My Days of Mercy』 - Tali Shalom Ezer
- 『ボストン ストロング 〜ダメな僕だから英雄になれた〜』 - デヴィッド・ゴードン・グリーン
- 『3人のキリスト』 - ジョン・アヴネット
- 『人生の動かし方』 - ニール・バーガー
- 『天才作家の妻 40年目の真実』 - ビョルン・ルンゲ（英語版）
- 『Woman Walks Ahead』 - スザンナ・ホワイト（英語版）

### スペシャル・プレゼンテーション
- 『BPM ビート・パー・ミニット』 - ロバン・カンピヨ
- 『ナチュラルウーマン』 - セバスティアン・レリオ
- 『A Season in France』 - マハマト＝サレ・ハルーン
- 『バトル・オブ・ザ・セクシーズ』 - ジョナサン・デイトン&ヴァレリー・ファリス
- 『The Brawler』 - Anurag Kashyap
- 『生きのびるために』 - ノラ・トゥーミー
- 『君の名前で僕を呼んで』 - ルカ・グァダニーノ
- 『ちいさな独裁者』 - ロベルト・シュヴェンケ
- 『Catch the Wind』 - ガエル・モレル
- 『チルドレン・アクト』 - リチャード・エアー
- 『The Conformist』 - Cai Shangjun
- 『CURED キュアード』 - David Freyne
- 『エジソンズ・ゲーム』 - アルフォンソ・ゴメス＝レホン
- 『ロニートとエスティ 彼女たちの選択』 - セバスティアン・レリオ
- 『ダウンサイズ』 - アレクサンダー・ペイン
- 『The Escape』 - Dominic Savage
- 『きみへの距離、1万キロ』 - キム・グエン
- 『最初に父が殺された』 - アンジェリーナ・ジョリー
- 『フロリダ・プロジェクト 真夏の魔法』 - ショーン・ベイカー
- 『運命は踊る』 - サミュエル・マオズ
- 『ガーディアンズ』 - グザヴィエ・ボーヴォワ
- 『荒野の誓い』 - スコット・クーパー
- 『The Hungry』 - Bornila Chatterjee
- 『I Love You, Daddy』 - ルイ・C・K
- 『女は二度決断する』 - ファティ・アキン
- 『アイ,トーニャ 史上最大のスキャンダル』 - クレイグ・ギレスピー
- 『ヘル・フロント 地獄の最前線』 - ソウル・ディブ（英語版）
- 『聖なる鹿殺し キリング・オブ・ア・セイクリッド・ディア』 - ヨルゴス・ランティモス
- 『Kodachrome』 - Mark Raso
- 『レディ・バード』 - グレタ・ガーウィグ
- 『荒野にて』 - アンドリュー・ヘイ
- 『Loving Pablo』 - Fernando León de Aranoa
- 『マンハント』 - ジョン・ウー
- 『ザ・シークレットマン』 - Peter Landesman
- 『マローボーン家の掟』 - Sergio G. Sánchez
- 『Making of Michael Jackson's Thriller』 - Jerry Kramer
- 『Mektoub, My Love: Canto Uno』 - アブデラティフ・ケシシュ
- 『Michael Jackson’s Thriller 3D』 - ジョン・ランディス
- 『モリーズ・ゲーム』 - アーロン・ソーキン
- 『マザー!』 - ダーレン・アロノフスキー
- 『The Motive』 - Manuel Martín Cuenca
- 『クローズド・ガーデン』 - Maggie Betts
- 『Number One』 - トニー・マーシャル
- 『Omerta』 - Hansal Mehta
- 『追想』 - Dominic Cooke
- 『不都合な自由』 - リン・シェルトン
- 『パピヨン』 - Michael Noer
- 『欲望に溺れて』 - メラニー・ロラン
- 『The Price of Success』 - Teddy Lussi-Modeste
- 『ワンダー・ウーマンとマーストン教授の秘密』 - Angela Robinson
- 『Racer and the Jailbird』 - Michaël R. Roskam
- 『光』 - 河瀨直美
- 『グッバイ・ゴダール!』 - ミシェル・アザナヴィシウス
- 『ザ・ライダー』 - クロエ・ジャオ
- 『ローマンという名の男 -信念の行方-』 - ダン・ギルロイ[17]
- 『シェイプ・オブ・ウォーター』 - ギレルモ・デル・トロ
- 『Sheikh Jackson』 - Amr Salama
- 『ザ・スクエア 思いやりの聖域』 - リューベン・オストルンド
- 『世界の涯ての鼓動』 - ヴィム・ヴェンダース
- 『サバービコン 仮面を被った街』 - ジョージ・クルーニー
- 『テルマ』 - ヨアキム・トリアー
- 『スリー・ビルボード』 - マーティン・マクドナー
- 『Three Peaks』 - Jan Zabeil
- 『ユニコーン・ストア』 - ブリー・ラーソン
- 『ヴィクトリア女王 最期の秘密』 - スティーヴン・フリアーズ
- 『Who We Are Now』 - Matthew Newton
- 『You Disappear』 - Peter Schønau Fog
- 『芳華 -Youth-』 - 馮小剛

### ミッドナイト・マッドネス
- 『Bodied』 - Joseph Kahn
- 『Brawl in Cell Block 99』 - S. Craig Zahler
- 『The Crescent』 - Seth A. Smith
- 『ディザスター・アーティスト』 - ジェームズ・フランコ
- 『Downrange』 - 北村龍平
- 『Great Choice』 - Robin Comisar
- 『Let the Corpses Tan』 - Hélène Cattet、Bruno Forzani
- 『マッド・ダディ』 - ブライアン・テイラー
- 『REVENGE リベンジ』 - コラリー・ファルジャ
- 『ザ・リチュアル いけにえの儀式』 - David Bruckner
- 『血を吸う粘土』 - 梅沢壮一

### マスターズ
- 『それから』 - ホン・サンス
- 『顔たち、ところどころ』 - アニエス・ヴァルダ、JR
- 『魂のゆくえ』 - ポール・シュレイダー
- 『ハッピーエンド』 - ミヒャエル・ハネケ
- 『The House by the Sea』 - ロベール・ゲディギャン
- 『ラブレス』 - アンドレイ・ズビャギンツェフ
- 『希望のかなた』 - アキ・カウリスマキ
- 『Our People Will Be Healed』 - Alanis Obomsawin
- 『Rainbow - A Private Affair』 - タヴィアーニ兄弟
- 『三度目の殺人』 - 是枝裕和
- 『Zama』 - ルクレシア・マルテル

### ドキュメンタリーズ
- 『Azmaish: A Journey through the Subcontinent』 - Sabiha Sumar
- 『BOOM FOR REAL The Late Teenage Years of Jean-Michel Basquiat』 - Sara Driver
- 『The Carter Effect』 - Sean Menard
- 『The China Hustle』 - Jed Rothstein
- 『Cocaine Prison』 - Violeta Ayala
- 『Eric Clapton: Life in 12 Bars』 - Lili Fini Zanuck
- 『エクス・リブリス ニューヨーク公共図書館』 - フレデリック・ワイズマン
- 『The Final Year』 - Greg Barker
- 『The Gospel According to André』 - Kate Novack
- 『Grace Jones: Bloodlight and Bami』 - Sophie Fiennes
- 『ジム&アンディ（英語版）』 - クリス・スミス
- 『ジェーン』 - ブレット・モーゲン（英語版）
- 『The Judge』 - Erika Cohn
- 『The Legend of the Ugly King』 - Hüseyin Tabak
- 『Living Proof』 - Matt Embry
- 『Lots of Kids, a Monkey and a Castle』 - Gustavo Salmerón
- 『Love Means Zero』 - Jason Kohn
- 『The Other Side of Everything』 - Mila Turajlić
- 『Sammy Davis, Jr.: I’ve Gotta Be Me』 - Sam Pollard
- 『Scotty and the Secret History of Hollywood』 - Matt Tyrnauer
- 『Silas』 - Hawa Essuman、Anjali Nayar
- 『Super Size Me 2: Holy Chicken!』 - モーガン・スパーロック
- 『There Is a House Here』 - Alan Zweig

### コンテンポラリー・ワールド・シネマ
- 『Alanis』 - Anahí Berneri
- 『Ana, mon amour』 - カリン・ピーター・ネッツァー
- 『Angels Wear White』 - Vivian Qu
- 『母という名の女』 - ミシェル・フランコ
- 『Arrhythmia』 - Boris Khlebnikov
- 『Beyond Words』 - Urszula Antoniak
- 『The Big Bad Fox and Other Tales...』 - Benjamin Renner、Patrick Imbert
- 『彼女がその名を知らない鳥たち』 - 白石和彌
- 『Black Kite』 - Tarique Qayumi
- 『Breath』 - サイモン・ベイカー
- 『チャンブラにて（英語版）』 - Jonas Carpignano
- 『Dark is the Night』 - Adolfo Alix Jr.
- 『Directions』 - Stephan Komandarev
- 『Disappearance』 - Boudewijn Koole
- 『Don't Talk to Irene』 - Pat Mills
- 『ペット安楽死請負人』 - テーム・ニッキ（フィンランド語版）
- 『わたしは、幸福』 - アラン・ゴミス（フランス語版）
- 『Good Favour』 - Rebecca Daly
- 『Hannah』 - Andrea Pallaoro
- 『判決、ふたつの希望』 - ジアド・ドゥエイリ
- 『シリアにて（英語版）』 - Philippe Van Leeuw
- 『The Journey』 - Mohamed Al-Daradji
- 『Life and Nothing More』 - Antonio Méndez Esparza
- 『The Little Girl Who Was Too Fond of Matches』 - Simon Lavoie
- 『The Lodgers』 - Brian O'Malley
- 『Longing』 - Savi Gabizon
- 『Looking for Oum Kulthum』 - Shirin Neshat
- 『Marlina the Murderer in Four Acts』 - Mouly Surya
- 『Meditation Park』 - Mina Shum
- 『Miami』 - Zaida Bergroth
- 『Motorrad』 - Vicente Amorim
- 『Nina』 - Juraj Lehotský
- 『The Number』 - Khalo Matabane
- 『心と体と』 - エニェディ・イルディコー
- 『Porcupine Lake』 - Ingrid Veninger
- 『リアム16歳、はじめての学校』 - カイル・ライドアウト
- 『Pyewacket』 - Adam MacDonald
- 『Ravenous』(Les Affamés) - Robin Aubert
- 『The Royal Hibiscus Hotel』 - Ishaya Bako
- 『Samui Song』 - ペンエーグ・ラッタナルアーン
- 『セルジオ&セルゲイ 宇宙からハロー!』 - エルネスト・ダラナス・セラーノ（英語版）
- 『A Sort of Family』 - Diego Lerman
- 『The Summit』 - サンティアゴ・ミトレ
- 『Tulipani, Love, Honour and a Bicycle』 - Mike van Diem
- 『Under the Tree』 - Hafsteinn Gunnar Sigurðsson
- 『Verónica』 - Paco Plaza
- 『Wajib』 - Annemarie Jacir
- 『Western』 - Valeska Grisebach

### ディスカバリー
- 『1%』 - Stephen McCallum
- 『3/4』 - Ilian Metev
- 『Ava』 - Sadaf Foroughi
- 『All You Can Eat Buddha』 - Ian Lagarde
- 『Apostasy』 - Daniel Kokotajlo
- 『Black Cop』 - Cory Bowles
- 『The Butterfly Tree』 - Priscilla Cameron
- 『Cardinals』 - Grayson Moore、Aidan Shipley
- 『Disappearance』 - Ali Asgari
- 『A Fish Out of Water』 - Lai Kuo-An
- 『ファイブ・ウォリアーズ』 - マイケル・マシューズ（英語版）
- 『The Future Ahead』 - Constanza Novick
- 『The Garden』 - Sonja Kröner
- 『大仏+』 - ホアン・シンヤオ
- 『Gutland』 - Govinda Van Maele
- 『High Fantasy』 - Jenna Bass
- 『Human Traces』 - Nick Gorman
- 『バーバラと心の巨人』 - Anders Walter
- 『I Am Not a Witch』 - Rungano Nyoni
- 『Indian Horse』 - Stephen Campanelli
- 『Killing Jesus』 - Laura Mora
- 『Kissing Candice』 - Aoife McArdle
- 『Luk'Luk'I』 - Wayne Wapeemukwa
- 『Mary Goes Round』 - Molly McGlynn
- 『Messi and Maud』 - Marleen Jonkman
- 『Miracle』 - Egle Vertelyte
- 『Montana』 - Limor Shmila
- 『Never Steady, Never Still』 - Kathleen Hepburn
- 『Oblivion Verses』 - Alireza Khatami
- 『オー・ルーシー!』 - 平柳敦子（英語版）
- 『The Poet and the Boy』 - Kim Yang-hee
- 『Princesita』 - Marialy Rivas
- 『Ravens』 - Jens Assur
- 『Scaffolding』 - Matan Yair
- 『Shuttle Life』 - Tan Seng Kiat
- 『Simulation』 - Abed Abest
- 『Soldiers. Story from Ferentari』 - Ivana Mladenovic
- 『Suleiman Mountain』 - Elizaveta Stishova
- 『The Swan』 - Ása Helga Hjörleifsdóttir
- 『Tigre』 - Silvina Schnicer、Ulises Porra Guardiola
- 『Valley of Shadows』 - Jonas Matzow Gulbrandsen
- 『Village Rockstars』 - Rima Das
- 『Waru』 - Briar Grace-Smith、Ainsley Gardiner、Renae Maihi、Casey Kaa、Awanui Simich-Pene、Chelsea Cohen、Katie Wolfe、Paula Jones
- 『Winter Brothers』 - Hlynur Pálmason
- 『A Worthy Companion』 - Carlos Sanchez、Jason Sanchez

### プラットフォーム
- 『Beast』 - Michael Pearce
- 『Brad's Status』 - マイク・ホワイト
- 『ジュリアン』 - グザヴィエ・ルグラン
- 『Dark River』 - Clio Barnard
- 『スターリンの葬送狂騒曲』 - Armando Iannucci
- 『Euphoria』 - Lisa Langseth
- 『If You Saw His Heart』 - Joan Chemia
- 『Mademoiselle Paradis』 - Barbara Albert
- 『Razzia』 - Nabil Ayouch
- 『The Seen and Unseen』 - Kamila Andini
- 『スウィート・カントリー』 - ウォーリック・ソーントン
- 『What Will People Say』 - Iram Haq

### ショート・カッツ
- 『The Argument (with annotations)』 - Daniel Cockburn
- 『Bickford Park』 - Dane Clark、Linsey Stewart
- 『Bird』 - モリー・パーカー
- 『Charles』 - Dominic Étienne Simard
- 『Creatura Dada』 - Caroline Monnet
- 『Crème de menthe』 - Philippe David Gagné、Jean-Marc E. Roy
- 『The Crying Conch』 - Vincent Toi
- 『The Drop In』 - Naledi Jackson
- 『For Nonna Anna』 - Luis De Filippis
- 『Grandmother』 - Trevor Mack
- 『homer b』 - Milos Mitrovic、Connor Sweeney[18]
- 『An Imagined Conversation: Kanye West & Stephen Hawking』 - Sol Friedman
- 『Latched』 - Justin Harding、Rob Brunner
- 『Lira's Forest』 - コナー・ジェサップ
- 『Midnight Confession』 - Maxwell McCabe-Lokos
- 『Milk』 - Heather Young
- 『Möbius』 - Sam Kuhn
- 『Nuuca』 - Michelle Latimer
- 『Pre-Drink』 - Marc-Antoine Lemire
- 『Rupture』 - Yassmina Karajah
- 『Shadow Nettes』 - Phillip Barker
- 『Stay, I Don't Want to Be Alone』 - Gabriel Savignac
- 『The Tesla World Light』 - Matthew Rankin
- 『Threads』 - Torill Kove
- 『We Forgot to Break Up』 - Chandler Levack

### プライム・タイム
- 『Alias Grace』 - Mary Harron
- 『Dark』 - バラン・ボー・オダー
- 『The Deuce』 - ミシェル・マクラーレン、アーネスト・ディッカーソン
- 『The Girlfriend Experience』 - Amy Seimetz、ロッジ・ケリガン
- 『Under Pressure』 - Andrucha Waddington、Mini Kerti

### シネマテーク
- 『私は人魚の歌を聞いた』 - パトリシア・ロゼマ
- 『North of Superior』 - Graeme Ferguson
- 『Picture of Light』 - Peter Mettler
- 『Rude』 - Clement Virgo

### ウェーブレングス
- 『Heart of a Mountain』 - Parastoo Anoushahpour、Ryan Ferko、Faraz Anoushahpour
- 『Jeannette: The Childhood of Joan of Arc』 - ブリュノ・デュモン
- 『Palmerston Blvd.』 - Dan Browne
- 『Prototype』 - Blake Williams
- 『Scaffold』 - Kazik Radwanski
- 『A Skin So Soft (Ta peau si lisse)』 - Denis Côté
- 『Some Cities』 - Francesco Gagliardi
- 『Turtles Are Always Home』 - Rawane Nassif

## カナダ・トップ10
12月、2017年のカナダ映画の上位10作品が発表された。

### 長編映画
- 『リアム16歳、はじめての学校』 - カイル・ライドアウト
- 『Allure』 - Carlos Sanchez、Jason Sanchez
- 『Ava』 - Sadaf Foroughi
- 『The Little Girl Who Was Too Fond of Matches (La petite fille qui aimait trop les allumettes)』 - Simon Lavoie
- 『Luk'Luk'I』 - Wayne Wapeemukwa
- 『Never Steady, Never Still』 - Kathleen Hepburn
- 『Our People Will Be Healed』 - Alanis Obomsawin
- 『Ravenous (Les Affamés)』 - Robin Aubert
- 『Rumble: The Indians Who Rocked the World』 - Alfonso Maiorana、Catherine Bainbridge
- 『Unarmed Verses』 - Charles Officer

### 短編映画
- 『The Argument (with annotations)』 - Daniel Cockburn
- 『The Botanist』 - Maude Plante-Husaruk、Maxime Lacoste-Lebuis
- 『The Crying Conch』 - Vincent Toi
- 『The Drop In』 - Naledi Jackson
- 『Flood』 - Amanda Strong
- 『Milk』 - Heather Young
- 『Pre-Drink』 - Marc-Antoine Lemire
- 『Rupture』 - Yassmina Karajah
- 『The Tesla World Light』 - Matthew Rankin
- 『Threads』 - Torill Kove